# Microhierax
Microhierax Sharpe, 1874 è un genere di uccelli della famiglia dei Falconidi.

## Tassonomia
Il genere comprende le seguenti specie:
- Microhierax caerulescens (Linnaeus, 1758) - falchetto dal collare
- Microhierax fringillarius (Drapiez, 1824) - falchetto coscenere
- Microhierax latifrons Sharpe, 1879 - falchetto frontebianca
- Microhierax erythrogenys (Vigors, 1831) - falchetto delle Filippine
- Microhierax melanoleucos (Blyth, 1843) - falchetto bianconero